# Heinrichs Arena am Stimberg
Die Heinrichs Arena am Stimberg (bis 2024: Stimbergstadion) ist ein Fußballstadion mit Leichtathletikanlage in der nordrhein-westfälischen Stadt Oer-Erkenschwick. Es wird vom Fußballverein SpVgg Erkenschwick und vom TuS 09 Erkenschwick genutzt.

## Geschichte

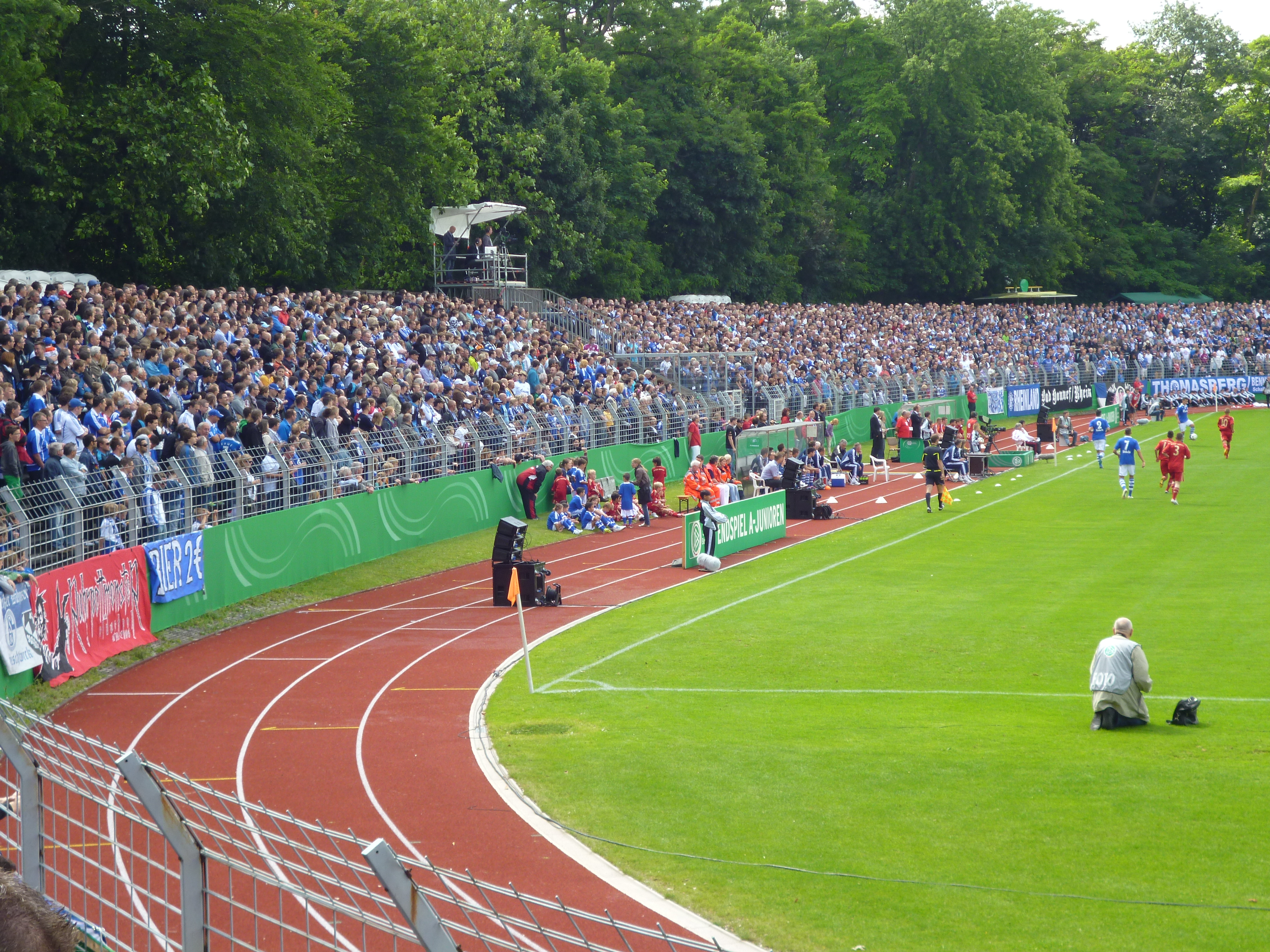
Gegengerade mit Marathon-Tor

Der erste Spatenstich erfolgte 1929 in der Nähe der Zeche Ewald Fortsetzung. Die Arbeit wurde zum Großteil von Erwerbslosen, freiwilligen Landarbeitern und Arbeitsdienstleuten geleistet. Am 10. September 1934 erfolgte die Einweihung nach fünf Jahren Bauzeit durch Hans von Tschammer und Osten. Zu dieser Zeit hatte das Stadion ein Fassungsvermögen von 25.000 Zuschauern. Damals trug es noch den Namen Hindenburg-Kampfbahn zu Ehren von Reichspräsident Paul von Hindenburg. Von 1943 bis 1953 wurde am Stimberg erstklassiger Fußball gespielt, anfangs in der Gauliga, ab 1946 dann in der Oberliga West.
Trotz der in den 1950er Jahren einsetzenden Bergbaukrise, die auch viele von den Zechen profitierenden Vereine wie die SpVgg Erkenschwick in die Krise stürzten, wurde das Stadion in den 1970er Jahren aufgrund neuer Auflagen des DFB modernisiert und mit einer überdachten Tribüne versehen. Diese fasste seinerzeit 1500 Sitz- und 4000 Stehplätze und wurde 1976 eingeweiht. Das Fassungsvermögen sank dadurch auf etwa 22.000.
Aufgrund neuer Sicherheitsauflagen und kleinerer Umbauten im Februar 2011 sank das zugelassene Fassungsvermögen auf offiziell 14.380 Zuschauer (davon 880 überdachte Sitzplätze und insgesamt 13.500 Stehplätze). Die Kunststoffbahn wurde 2012 erneuert.
Der Zuschauerrekord im Stimbergstadion steht bei 22.000 Zuschauern. Er wurde 1950 bei einem Oberligaspiel gegen den FC Schalke 04 und 1967 im DFB-Pokal-Achtelfinale gegen den FC Bayern München erreicht. 2012 fanden im Stimbergstadion sowohl ein Halbfinale als auch das Endspiel der deutschen A-Junioren-Meisterschaft statt. Den 2:1-Finalsieg des FC Schalke 04 gegen den FC Bayern München sahen 13.000 Zuschauer.
Am 28. September 2022 kam es zum ersten Flutlichtspiel in der Geschichte des Stadions. Das Westfalenpokal-Achtelfinale Spielvereinigung Erkenschwick gegen Preußen Münster (5:4 n. E.) wurde dank einer mobilen Flutlichtanlage durchgeführt.

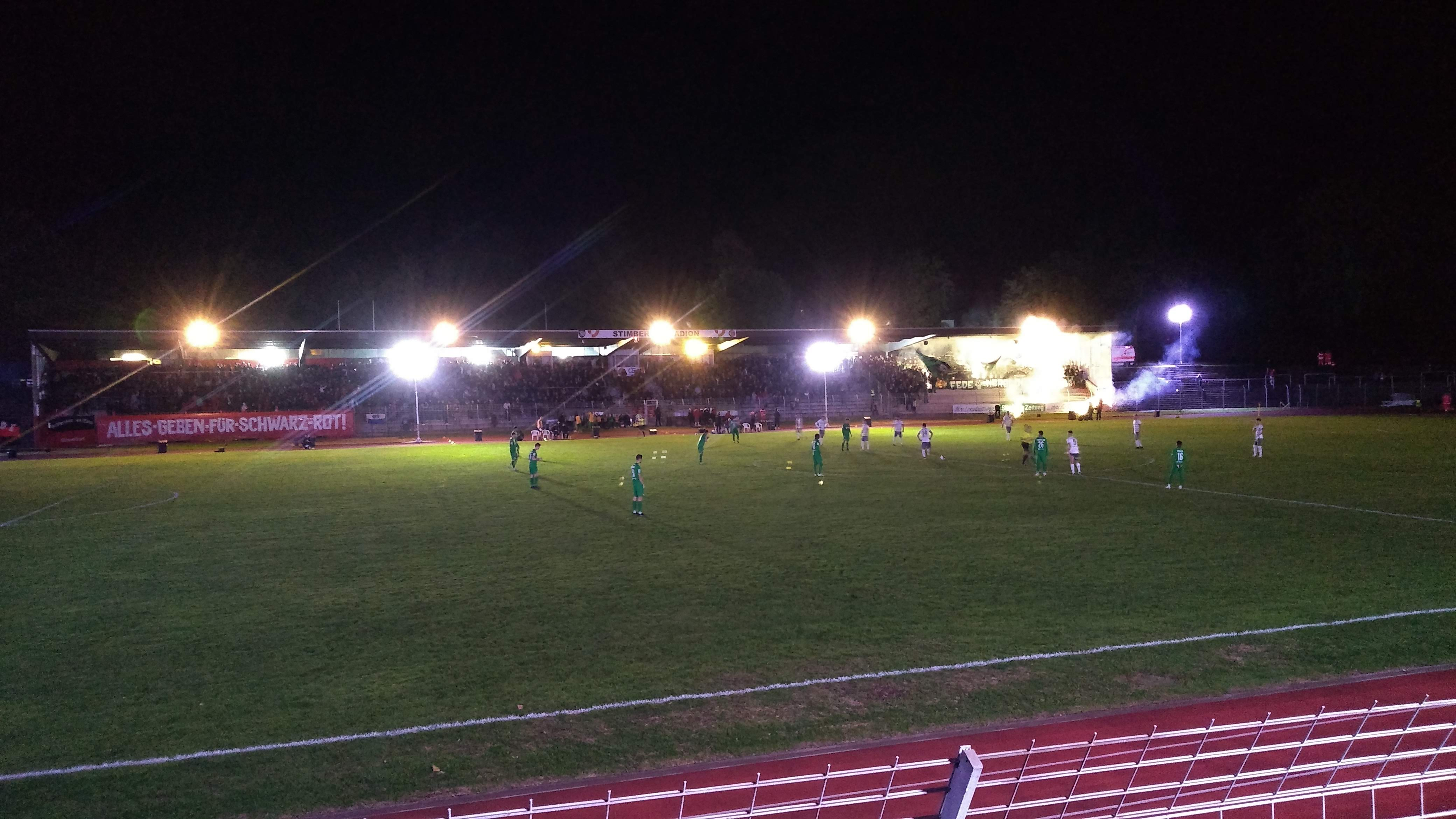
Mobile Flutlichtanlage im Stimbergstadion

Im August 2024 wurde das Stimbergstadion im Blick auf einen Sponsor in Heinrichs Arena am Stimberg umbenannt.

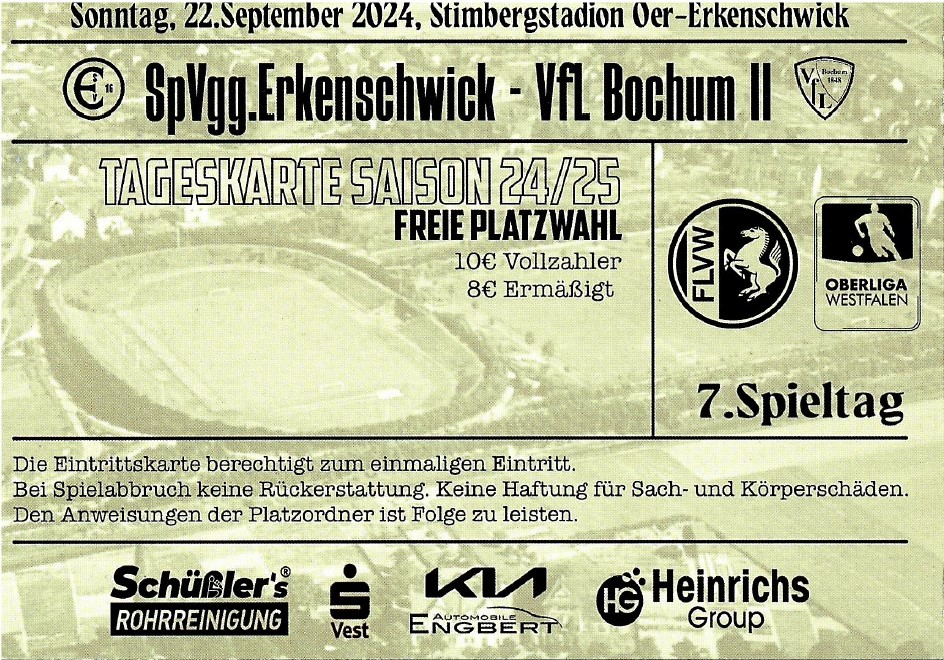
Eintrittskarte zum Jubiläum 22. September 2024

Am 22. September 2024 feierte die Spvgg. Erkenschwick das 90. Stadionjubiläum und nahm das Oberligaspiel gegen den VfL Bochum II zum Anlass für mehrere Aktionen und Ausstellungen rund um die Geschichte des Stadions. Gleichzeitig wurde bekannt, dass der Verein das Stadion von der Stadt pachtet, um umfangreiche Renovierungen vornehmen zu können. So soll z. B. ein regionalligareifes Flutlicht installiert werden. Das Tribünendach und die sanitären Einrichtungen werden von Seiten der Stadt Oer-Erkenschwick renoviert.